# Szürke bunkógomba
A szürke bunkógomba (Clavaria fumosa) a palánkagombafélék családjába tartozó, Európában és Észak-Amerikában honos, réteken, erdőszéleken élő, nem ehető gombafaj. 

## Megjelenése
A szürke bunkógomba termőteste 2-14 cm magas és 0,2-0,5 cm vastag, többé-kevésbé hengeres pálcika vagy orsó alakú, többé-kevésbé egyenes vagy görbült. Csúcsa tompa vagy kihegyesedő. Csak ritkán elágazó, akkor is a csúcsa közelében. Néha kissé lapított vagy hosszában barázdált lehet. Felülete sima. Belül üreges, meglehetősen törékeny. Színe szürkésbézs vagy törtfehér (sosem teljesen fehér), piszkossárgás, vagypiszkos rózsaszínes, füstös árnyalatú; a töve világosabb. Az idős gomba vége sötétvöröses-barnára vagy feketére sötétedik lesz.
Húsa vékony, törékeny, kissé áttetsző, színe megegyezik a felületével. Szaga és íze nem jellegzetes.
Spórapora fehér. Spórája ellipszoid alakú, sima, mérete 5-8 x 3-4 μm.

### Hasonló fajok
A fehér árvalányhajgomba vagy a sárga bunkógomba hasonlíthat hozzá. 

## Elterjedése és termőhelye
Európában és Észak-Amerikában honos. 
Réteken, erdőszéleken, tisztásokon, többnyire fű vagy moha között nő, általában sűrű csoportokban. Júniustól novemberig terem.

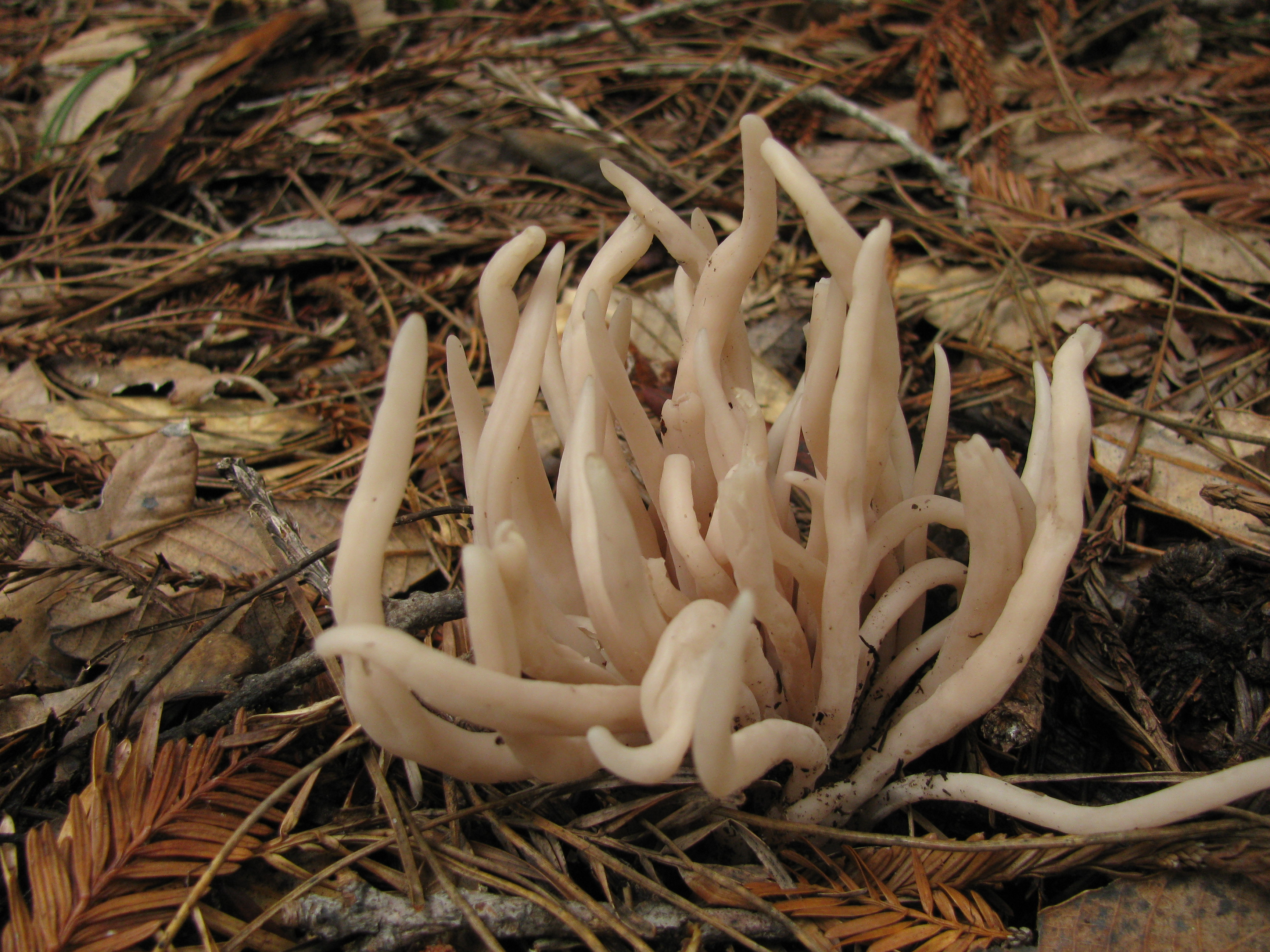
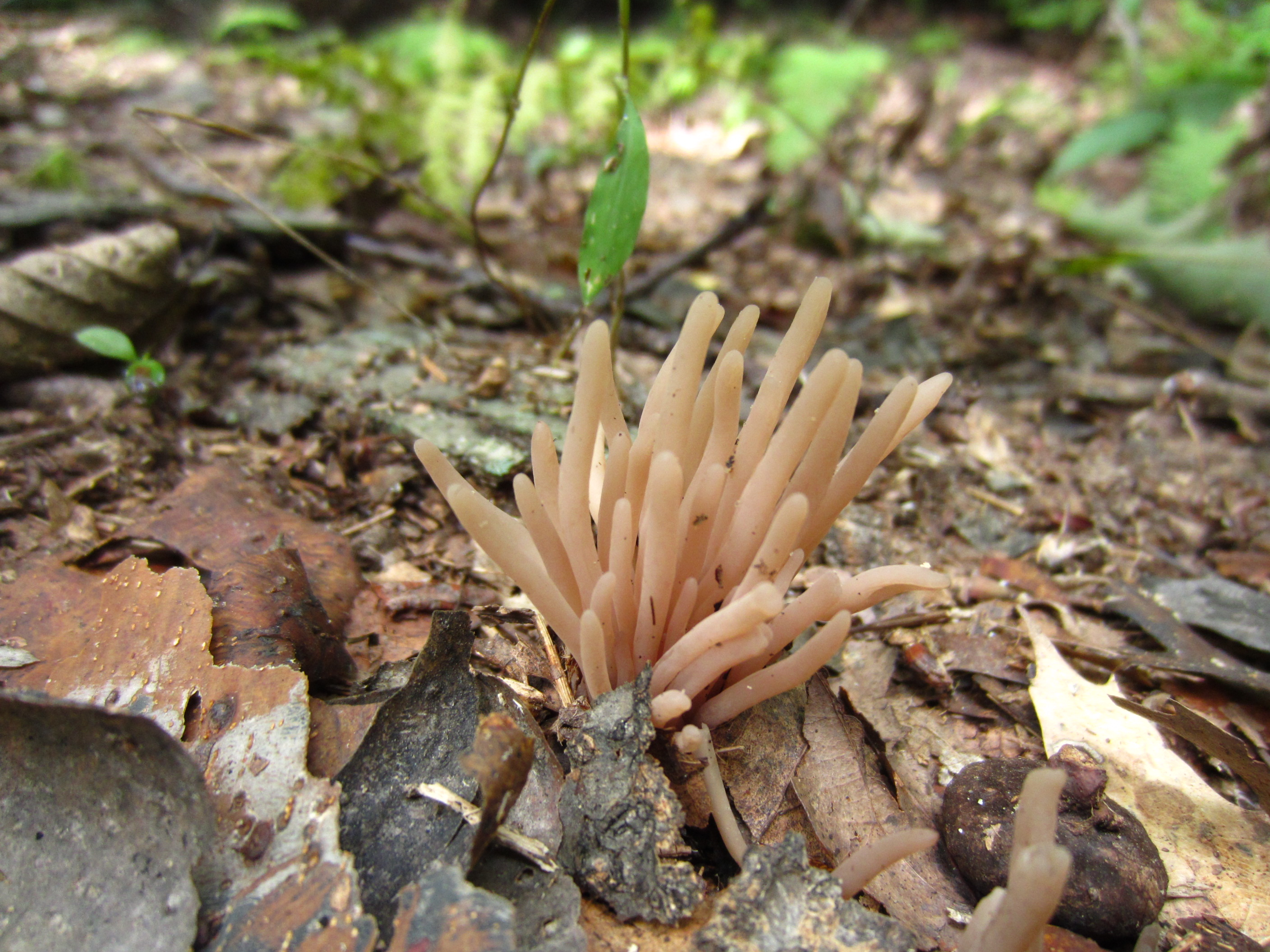
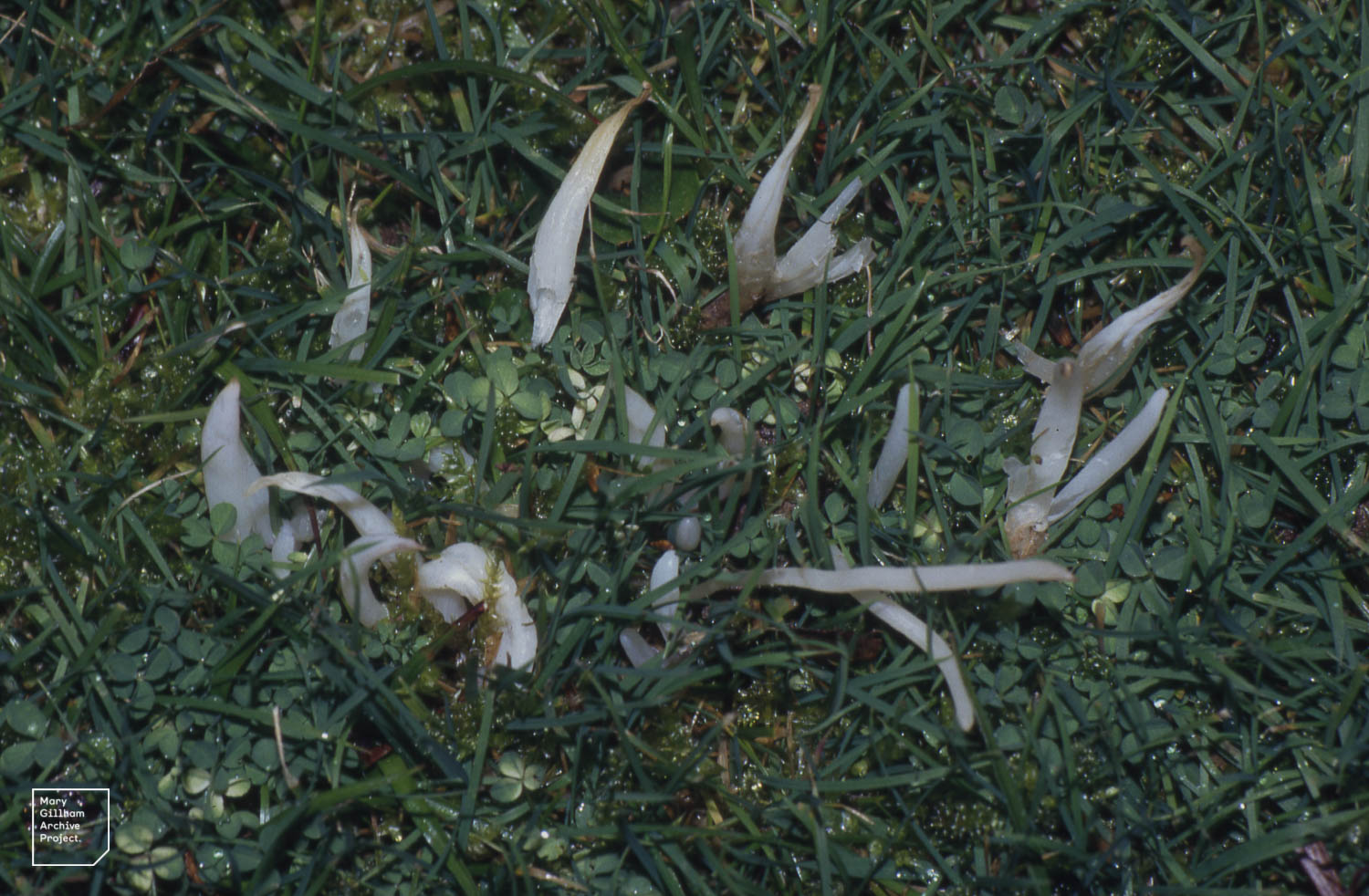
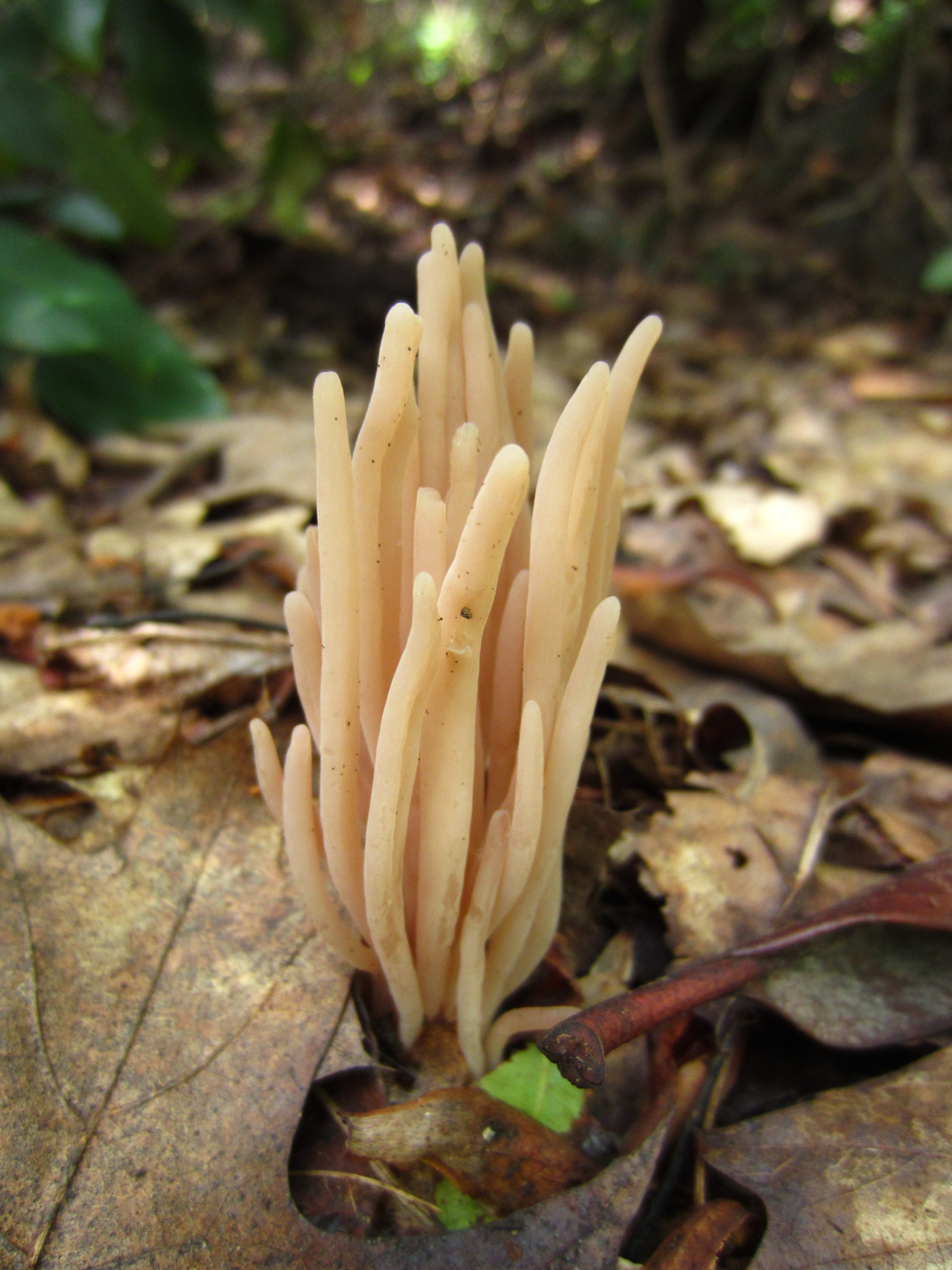

Nem ehető. 